# John Gorton
John Grey Gorton (9 septembre 1911 – 19 mai 2002) est un homme d'État australien. Il est le dix-neuvième Premier ministre d'Australie.

## Biographie
John Grey Gorton est né à Melbourne. Il est le fils de John Rose Gorton un arboriculteur d'origine anglaise qui a émigré en Australie après un passage en Afrique du Sud où il a pu se renflouer pendant la guerre des Boers. John Rose Gorton se sépare de sa femme et a par la suite deux enfants (John jr et une fille) avec Alice Sinn, la fille d'un cheminot d'origine irlandaise. Alice meurt de la tuberculose alors que John a sept ans et il va vivre chez sa belle-mère à Sydney. Il fait ses études à la "Sydney Church of England Grammar School", la "Geelong Grammar School" et le Brasenose College à Oxford. En 1935 il épouse Bettina Brown une Américaine originaire du Maine. Ils ont trois enfants : Joanna, Michael et Robin. Cinq ans plus tard, il s'engage dans la Royal Australian Air Force où il sert comme pilote de chasse. Il survit à deux accidents graves et dans l'un d'eux il est très sévèrement blessé à la tête ce qui nécessite de nombreuses interventions chirurgicales de reconstruction et lui laisse des cicatrices indélébiles au niveau du visage.
Alors qu'il a été membre du Country Party avant la guerre, il est élu sénateur en 1949 sur la liste du Parti libéral. Il occupe différents postes en vue dans les gouvernements de Robert Menzies et Harold Holt notamment Ministre de la Marine, Ministre de l'Éducation et Ministre du Travail, ainsi que celui de chef de la majorité au Sénat. Gorton est un ministre énergique et capable et on commence à voir en lui un futur chef de parti lorsqu'il abandonne ses idées d'extrême droite.

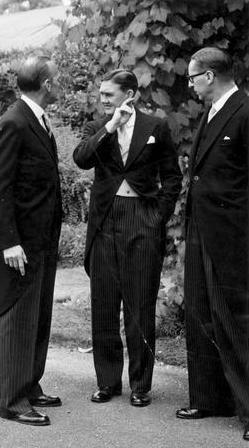
John Grey Gorton (au centre) dans les années 1950

Le Premier Ministre Harold Holt disparait en mer le 17 décembre 1967 et est déclaré officiellement mort deux jours plus tard. Son successeur aurait dû être le député William McMahon second du parti libéral. Cependant le 18 décembre, le chef du Country Party et vice Premier Ministre John McEwen annonce que le Country Party ne continuerait pas à participer à la coalition si McMahon devenait le nouveau chef du parti libéral. Le motif de cette décision n'a jamais été révélé. La déclaration tonitruante de McEwen entraine une crise à la direction du parti libéral avec la crainte, en cas d'éclatement de la coalition, de la perte du pouvoir, le parti libéral n'ayant jamais été capable d'avoir une majorité parlementaire à lui seul.
Le gouverneur général, Lord Casey propose à McEwen de devenir Premier Ministre pendant le temps nécessaire pour le parti libéral de se trouver un nouveau chef. McEwen accepte la proposition à condition que sa fonction n'ait pas de limite de temps prévue. Cette proposition est conforme à la jurisprudence et s'était déjà rencontrée en 1939 quand Joseph Lyons mourut subitement et en 1941 quand Robert Menzies démissionna. Dans les deux cas, le gouverneur général a chargé le vice Premier Ministre, le chef du Country Party, d'assurer la fonction de Premier Ministre jusqu'à ce que le parti libéral se soit trouvé un nouveau chef. Casey partage aussi le point de vue de McEwen que de choisir un Premier Ministre Libéral donnerait un avantage anormal à ce dernier dans le choix du futur chef du parti.
Dans la bataille pour la conquête de la tête du parti, Gorton est soutenu par le Ministre des armées Malcolm Fraser et par le "whip" du parti libéral Dudley Erwin et leur aide permet à Gorton de battre son principal rival, le Ministre des Affaires Étrangères, Paul Hasluck. Gorton est élu chef du parti le 9 janvier 1968 et nommé Premier ministre à la place de McEwen le 10 janvier. Il devient ainsi le seul sénateur de l'histoire australienne à être nommé Premier Ministre. Il reste sénateur jusqu'à ce que, pour respecter la tradition du système de Westminster qui veut que le Premier Ministre soit membre de la chambre basse, il démissionne de son poste de sénateur le 1er février 1968 pour pouvoir se présenter comme candidat au poste de député laissé libre par la mort de Holt. Cette élection partielle a lieu le 24 février et Gorton la remporte sans problème. Entre le 1er et le 24 février, il n'a pas eu de mandat électoral alors qu'il était Premier ministre.

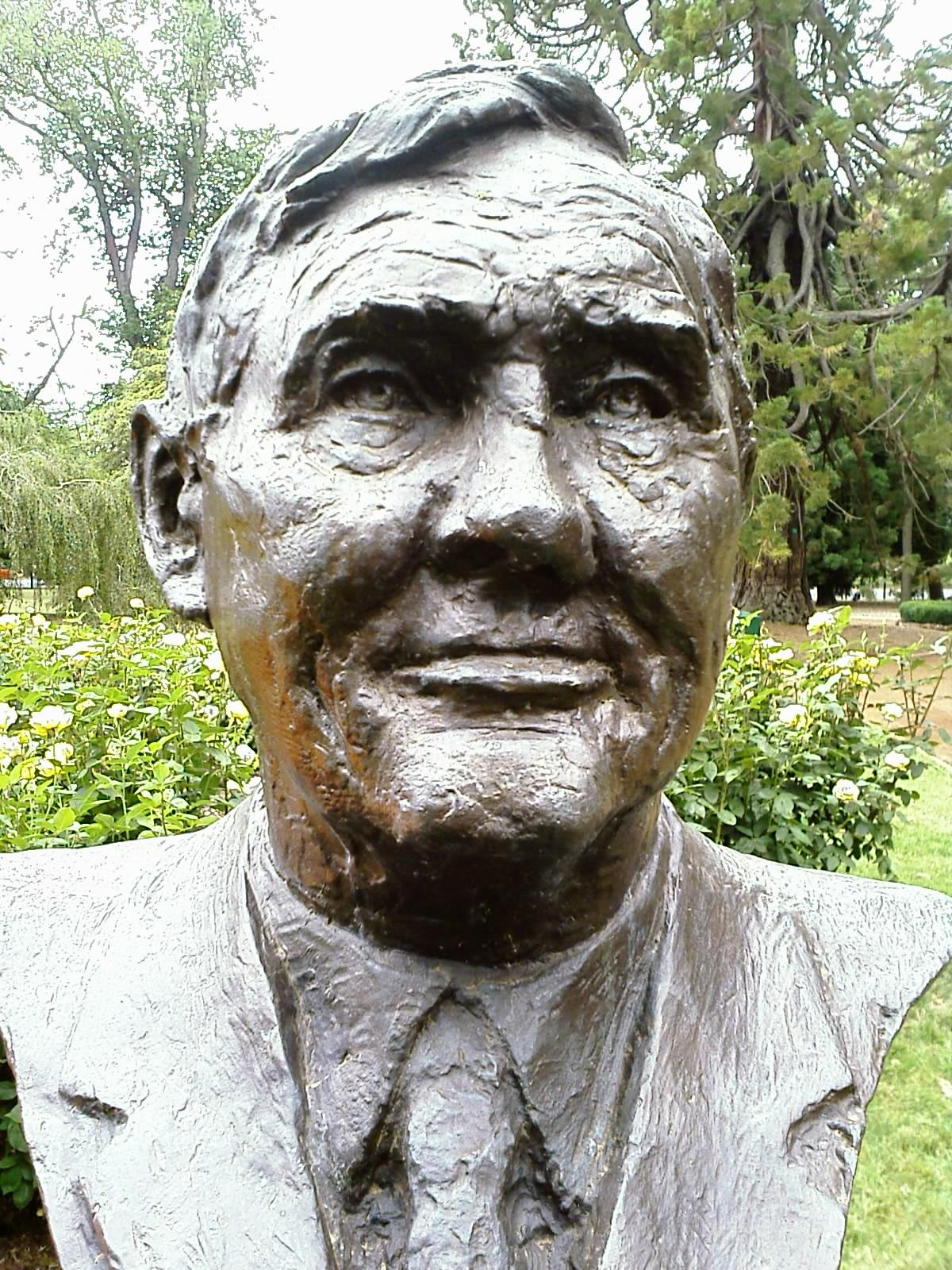
Buste de John Gorton à Ballarat.

Gorton est au départ un Premier Ministre très populaire. Il affiche un style très différent de ses prédécesseurs, le distant Menzies et l'affable et sportif Holt. Gorton aimait se dépeindre comme un homme du peuple qui appréciait bien une bière ou un pari avec une pointe de moquerie vis-à-vis de lui-même. Malheureusement pour lui, cette réputation devient par la suite un handicap.
Il se met à développer une nouvelle politique, prônant une politique étrangère et de défense indépendante, prenant ses distances vis-à-vis de la Grande-Bretagne mais il continue à soutenir l'engagement de l'Australie dans la guerre du Vietnam, une décision qui lui aliène beaucoup d'électeurs à partir de 1968. Au plan intérieur, il encourage une politique de centralisation aux dépens d'une politique par État ce qui lui écarte le soutien de puissants dirigeants libéraux comme Henry Bolte au Victoria et Robert Askin en Nouvelle-Galles du Sud. Il encourage aussi une politique cinématographique australienne et augmente le budget de la Culture.
Gorton se révèle un mauvais communicant et orateur et est décrit par les médias comme un administrateur incompétent et médiocre. Il a la malchance d'avoir face à lui Gough Whitlam un nouveau et dynamique chef de l'opposition. Aussi se développent les rumeurs sur sa tendance alcoolique et ses liaisons féminines. Il s'attire l'hostilité de nombreux membres de son parti dont notamment celle de son secrétaire privé Ainsley Gotto. Aux élections de 1969, Gorton perd la moitié de la majorité des députés qu'il a héritée de Holt, la ramenant à 7 sièges.
Après les élections, David Fairbairn défie Gorton pour le poste de chef du parti libéral mais tant que le véto de McEwen s'applique à McMahon, Gorton ne craint rien pour son poste. McEwen démissionne en janvier 1971 et son successeur Doug Anthony indique au Parti Libéral que le véto cesse de s'appliquer. Lorsque le parti libéral passe derrière le parti travailliste dans les sondages, une nouvelle confrontation est lancée en mars après la démission du Ministre de la Défense, Malcolm Fraser, qui attaque Gorton directement au Parlement dans son discours de démission en expliquant que Gorton "n'était pas capable de tenir le poste de Premier Ministre".
Gorton convoque une assemblée du Parti libéral pour trancher le différend. Une motion de confiance est mise aux voix. Mis en ballotage, il aurait pu garder son poste en utilisant sa voix prépondérante mais il préfère démissionner et McMahon est élu chef du parti et Premier Ministre. Par surprise, Gorton réclame et obtient le poste de vice leader du parti obligeant McMahon à en faire son Ministre de la Défense. Cet imbroglio comique prend fin quelques mois plus tard quand McMahon le renvoie pour déloyauté. Décrit comme très autoritaire, John Gorton était depuis longtemps vivement controversé au sein même de la coalition gouvernementale.
Après la victoire des travaillistes en 1972, Gorton exerce ses talents dans le gouvernement fantôme de Billy Snedden jusqu'après les élections de 1974 où il est écarté. Quand Fraser prend la direction du parti libéral en 1975, Gorton démissionne du parti et reste indépendant. Il dénonce la démission du gouvernement Whitlam par le gouverneur John Kerr et tente en vain d'obtenir un siège de sénateur indépendant à Canberra.
Gorton se retire à Canberra où il se tient en retrait des lumières de la politique bien qu'il soit revenu au Parti libéral. Il perd sa femme Bettina en 1983 et en 1993 il épouse Nancy Home. Dans ses dernières années, il revient en grâce dans le parti et le Premier Ministre John Howard lui souhaite son anniversaire pour ses 90 ans.
Il meurt à Sydney à 91 ans.